# NGC 6013
NGC 6013 este o galaxie activă situată în constelația Hercule. A fost descoperită în 21 iunie 1876 de către Édouard Stephan⁠(d). Se află la o distanță de 60,53 de megaparseci de Pământ.